# Rowland Heights
Rowland Heights statisztikai település az USA Kalifornia államában. Lakosainak száma 48 231 fő (2020. április 1.).

## Népesség
A település népességének változása:

| 2010 | 48 993 |
| 2020 | 48 231 |